# Adélaïde de Hesse
Adélaïde de Hesse (1324–1371) (polonais : Adelajda Heska), fille d'Henri II de Hesse, reine de Pologne (1341-1356) par son mariage avec Casimir III de Pologne.

## Biographie
Son prénom lui vient de sa grand-mère paternelle, épouse de Othon Ier de Hesse.
Elle est mariée à Casimir III de Pologne le 29 septembre 1341 à Poznań. Ce mariage scellait l'alliance entre Casimir III et la maison des Luxembourg. Adélaïde était la seconde épouse de Casimir, la première (Aldona de Lituanie) étant décédée. Mais Casimir n'avait que deux filles et pas d'héritier masculin. Adélaïde de Hesse fut couronnée dans la cathédrale de Poznań le jour même de son mariage. Celui-ci ne fut pas heureux : très vite, les deux époux vivent séparément.
Le mariage dure cependant jusqu'en 1356, date à laquelle Casimir se sépare d'Adélaïde de Hesse et épouse sa maîtresse Christina Rokiczana. Celle-ci était la veuve d'un riche marchand, Miklusz Rokiczani. La bigamie de Casimir et ses propensions séductrices font réagir le clergé. Bien que le cas d'Adélaïde soit plaidé devant le pape Innocent VI, Casimir continue de vivre maritalement avec Christina. Le mariage dure jusqu'en 1363/1364, quand Casimir se déclare à nouveau délié de ses liens conjugaux. Le couple n'ayant pas d'enfants, le mariage est annulé en 1368. Casimir se remarie alors pour la quatrième fois avec Edwige de Sagan. 3 filles naissent de cette union.
Adélaïde étant toujours vivante, ainsi que Christina, le mariage entre Casimir et Edwige est également considéré comme bigame. La légitimité des 3 filles nées du mariage est contestée, mais Casimir réussit à en faire reconnaître deux par le pape Urbain V le 5 décembre 1369. Edwige la Jeune fut reconnue légitime par le pape Grégoire XI le 1er octobre 1371.
Après l'annulation de son mariage, Adélaïde retourne en Hesse, où elle vécut jusqu'à son décès. Après la mort de Casimir, elle réclame ses droits de propriété : elle porte l'affaire devant le pape Grégoire XI qui, le 26 mai 1371, ordonne au roi Louis de lui rendre l'usufruit de ses biens.

## Source de la traduction
- (en) Cet article est partiellement ou en totalité issu de l’article de Wikipédia en anglais intitulé « Adelaide of Hesse » (voir la liste des auteurs).